# Odakyū série 70000

La série 70000 (70000形, 70000-gata) est un type de rame automotrice électrique exploité par la compagnie Odakyu sur les services Romancecar au Japon. Elle est aussi appelée Romancecar GSE (Graceful Super Express).

## Description
La série comprend deux exemplaires fabriqués par Nippon Sharyo et désignés par le cabinet Noriaki Okabe Architecture Network. Une rame se compose de 7 voitures. La cabine de conduite est surélevée, permettant une vue panoramique pour les passagers situés aux extrémités de la rame.

## Histoire
Les deux rames de la série 70000 ont été introduites le 17 mars 2018. 
La série a remporté un Good Design Award en 2018 et un Blue Ribbon Award en 2019.

## Services
Les rames circulent sur les lignes  Odawara et Hakone Tozan entre Shinjuku et Hakone-Yumoto.

## Galerie photos

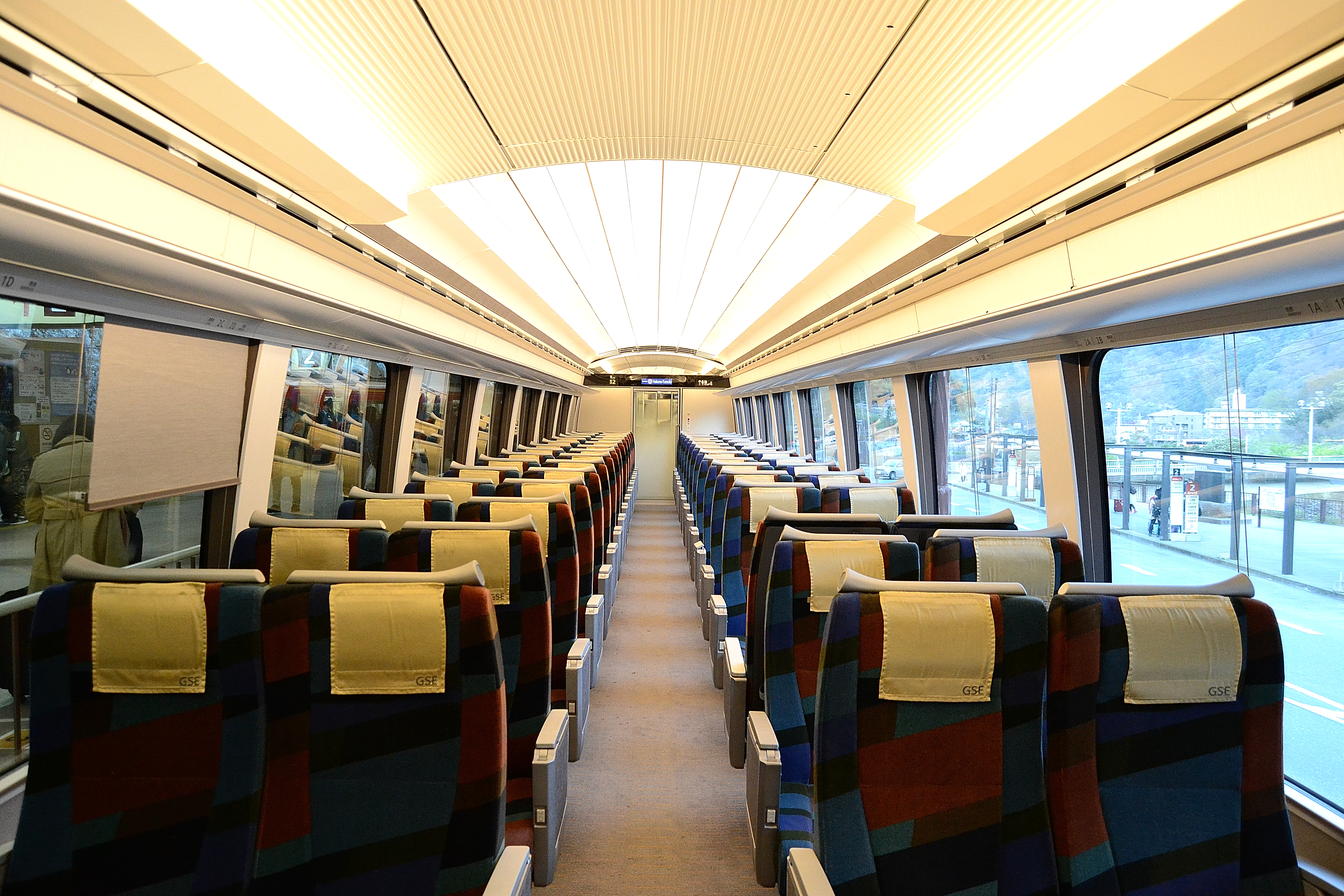
Aménagement intérieur.
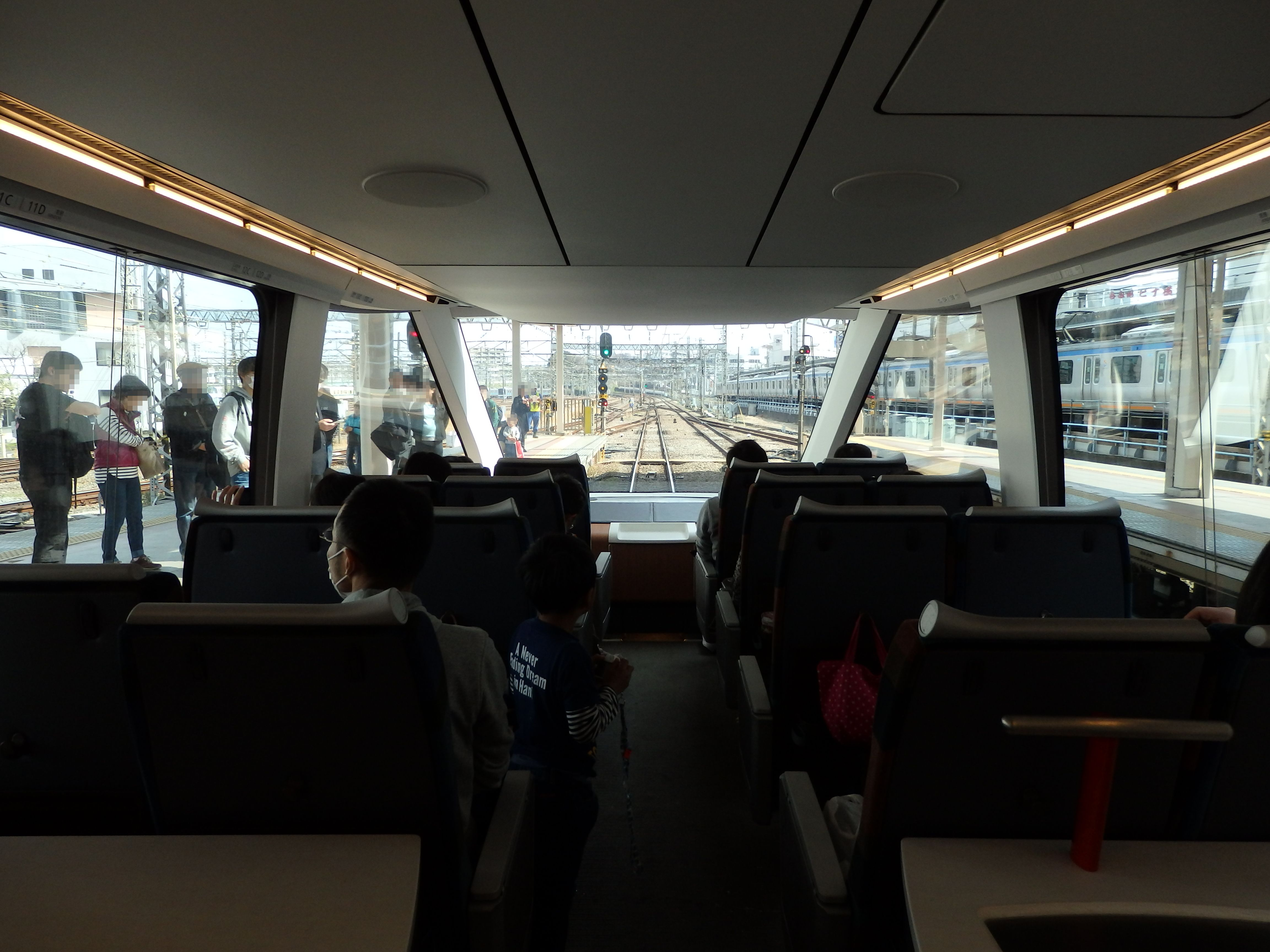
Sièges panoramiques.
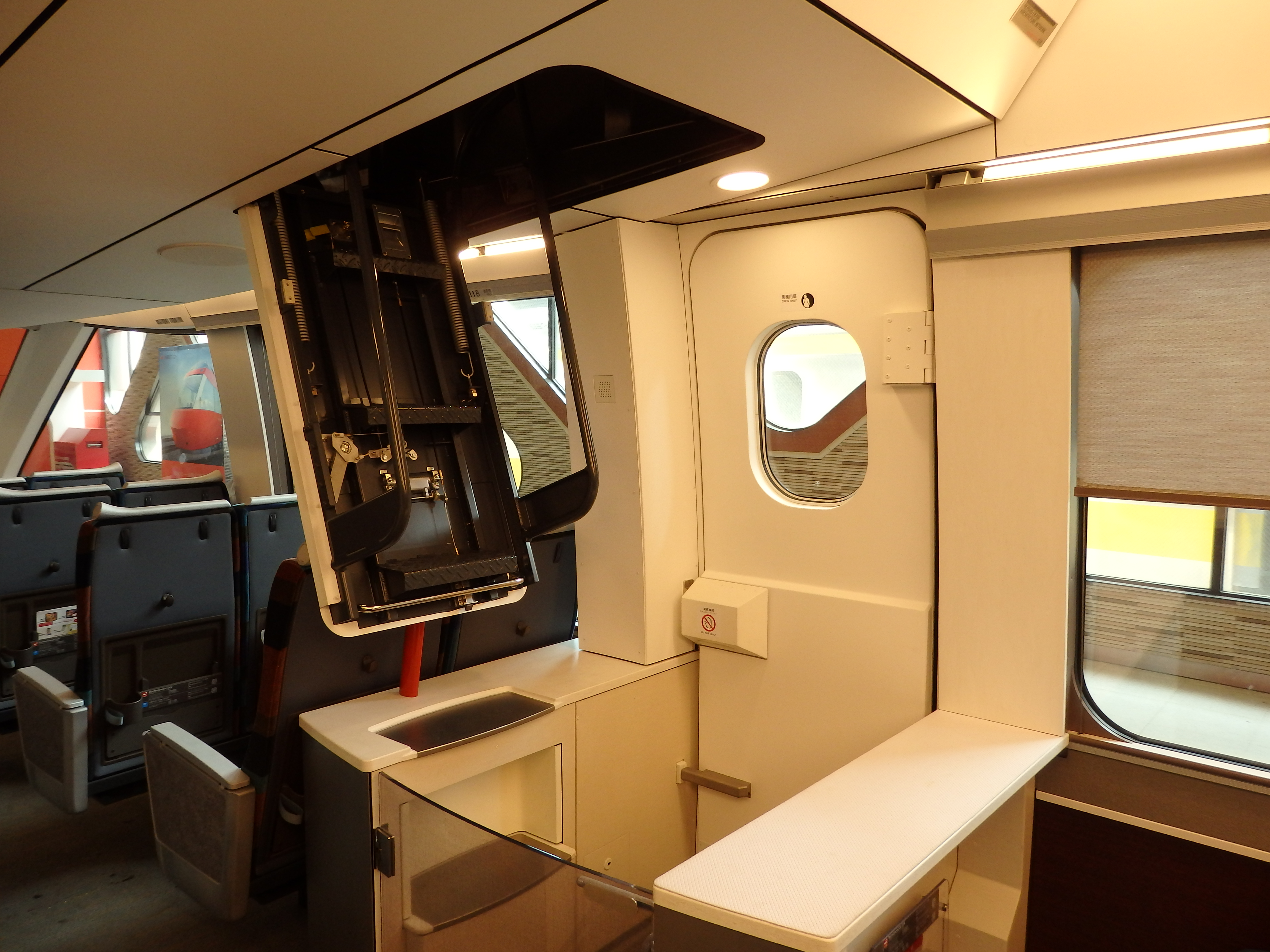
Accès à la cabine de conduite